# KTS Weszło
KTS Weszło, właśc. Klub Towarzysko-Sportowy Weszło, przez wzgląd na siedzibę klubu nazywany również KTS Weszło Warszawa – polski klub piłkarski z siedzibą w Warszawie, od sezonu 2023/2024 występujący w IV lidze, gr. mazowieckiej.
Powiązany z grupą medialną Weszło, m.in. poprzez osobę założyciela i prezesa Krzysztofa Stanowskiego. Klub posiada bogatą bazę kibicowską (ponad 25 tys. obserwujących w mediach społecznościowych), rozpoznawalność typową dla klubów szczebla centralnego, m.in. dzięki włączaniu do swoich kadr rozpoznawalnych piłkarzy. Drużyna jest zarządzana przez kibiców, podczas emisji zakupili oni akcje o wartości 4,5 miliona złotych.

## Historia

### Powstanie i sezon 2018/2019
Powstał 17 stycznia 2018 roku. W pierwszym sezonie, do jego kadry dołączyli piłkarze z doświadczeniem w reprezentacji Polski, Ekstraklasie (Wojciech Kowalczyk, Grzegorz Szamotulski, Dawid Janczyk, Daniel Kokosiński), zagraniczni sportowcy (Jonathan Simba Bwanga, Merveille Fundambu) oraz celebryci (Quebonafide). W sezonie 2018/2019 KTS awansował do Klasy A.

### Sezon 2019/2020
5 stycznia 2020 roku zwyciężył w futsalowym turnieju Amber Cup w Gliwicach, wyprzedzając zespoły Polska Stars i Kamil Wilczek Team. W następnym sezonie, zakończonym przedwcześnie przez pandemię COVID-19 w Polsce, drużyna uplasowała się na trzecim miejscu w swojej grupie, lecz zachowała szanse na awans do klasy okręgowej warszawskiej, dzięki zorganizowaniu baraży uzupełniających. W nich, drużyna z Warszawy przegrała 1:3 z Orłem Baniocha.

### Sezon 2020/2021
W sezonie 2020/2021 KTS wywalczył awans do wyższej ligi, wygrywając 24 z 26. meczów, zdobywając 170 goli i tracąc 13.

### Sezon 2021/2022
13 października 2021 w ramach akcji finansowania społecznościowego (crowdfunding) w serwisie emiteo.pl pozyskano 4,5 miliona złotych (maksymalna dopuszczalna kwota podczas jednej rundy emisji) w 1,5 godziny, bijąc tym rekord Wisły Kraków. Klub jest zarządzany przez kibiców-akcjonariuszy, którzy mają wpływ m.in. na przeprowadzane przez zespół transfery. W 2022 roku KTS Weszło przeniósł rozgrywanie swoich domowych meczów na stadion Hutnika Warszawa. W sezonie 2021/2022 klub wywalczył awans do V ligi mazowieckiej, gr. I i awansował do finału Pucharu Polski na szczeblu warszawskiego MZPN, w którym przegrał z Ząbkovią Ząbki.

### Sezon 2022/2023
9 lipca 2022 roku trenerem został Piotr Kobierecki, zastępując na tym stanowisku Piotra Dziewickiego. W sierpniu 2022 klub zorganizował „Lato w mieście” dla dzieci w warszawskiej dzielnicy Białołęka, podczas których gośćmi byli m.in. selekcjoner Czesław Michniewicz oraz piłkarze Jakub Kosecki i Grzegorz Szamotulski. Na inaugurację sezonu 2022/2023 klub prowadzony przez Piotra Kobiereckiego zwyciężył Drukarza Warszawa 6:0. 2 marca 2022 roku prezesem KTS został Krzysztof Stanowski. 
19 października 2022, dzięki półfinałowej wygranej 9:1 przeciwko Ożarowiance Ożarów Mazowiecki, klub po raz drugi z rzędu awansował do finału Pucharu Polski na szczeblu warszawskiego MZPN, w którym wygrał 4:1 z Mszczonowianką Mszczonów. Dzięki wygranej w finale, klub zyskał prawo udziału w Pucharze Polski szczebla mazowieckiego, w którym w 1/8 finału otrzymał wolny los, a w ćwierćfinale przegrał 2:3 z trzecioligową Pogonią Grodzisk Mazowiecki, odpadając z rozgrywek.
1 maja 2023 KTS zwyciężając 5:1 Wkrę Żuromin zapewnił sobie awans do IV ligi, gr. mazowieckiej. 13 maja 2023 zanotował najwyższe zwycięstwo w historii, gromiąc na Stadionie Hutnika Warszawa ostatnią w tabeli Skrę Drobin 15:0. Sezon 2022/2023 KTS zakończył z kompletem zwycięstw, zdobywając 156 goli, tracąc 14.

### Sezon 2023/2024
W sezonie 2023/2024 KTS Weszło obronił Puchar Polski na szczeblu warszawskiego MZPN, wygrywając 8 listopada 2023 w finale 4:2 z Polonią II Warszawa. Na poziomie mazowieckim odpadł w 1/8 finału, a jego pogromcą tak samo jak rok wcześniej okazała się Pogoń Grodzisk Mazowiecki (tym razem wygrała 4:1).

## KTS Weszło w rozgrywkach ligowych
| Sezon                                                                                            | Klasa rozgrywkowa                                            | Pozycja                                             | W                                                   | R                                                   | P                                                   | G+                                                  | G-                                                  | Pkt                                                 | Puchar Polski, gr. MZPN-Warszawa | Puchar Polski, gr. MZPN |
| ------------------------------------------------------------------------------------------------ | ------------------------------------------------------------ | --------------------------------------------------- | --------------------------------------------------- | --------------------------------------------------- | --------------------------------------------------- | --------------------------------------------------- | --------------------------------------------------- | --------------------------------------------------- | -------------------------------- | ----------------------- |
| 2018/2019                                                                                        | Klasa B warszawska III                                       | 1/11                                                | 18                                                  | 2                                                   | 0                                                   | 94                                                  | 19                                                  | 56                                                  | 3. runda                         | –                       |
| 2019/2020                                                                                        | Klasa A warszawska I                                         | 3/14                                                | 10                                                  | 1                                                   | 2                                                   | 69                                                  | 15                                                  | 31                                                  | 5. runda                         | –                       |
| 2019/2020                                                                                        | Baraże uzupełniające o udział w lidze okręgowej warszawskiej | przegrana w półfinale baraży z Orłem Baniocha (1:3) | przegrana w półfinale baraży z Orłem Baniocha (1:3) | przegrana w półfinale baraży z Orłem Baniocha (1:3) | przegrana w półfinale baraży z Orłem Baniocha (1:3) | przegrana w półfinale baraży z Orłem Baniocha (1:3) | przegrana w półfinale baraży z Orłem Baniocha (1:3) | przegrana w półfinale baraży z Orłem Baniocha (1:3) | 5. runda                         | –                       |
| 2020/2021                                                                                        | Klasa A warszawska I                                         | 1/14                                                | 24                                                  | 1                                                   | 1                                                   | 170                                                 | 13                                                  | 73                                                  | –                                | –                       |
| 2021/2022                                                                                        | Klasa okręgowa warszawska I                                  | 1/16                                                | 22                                                  | 4                                                   | 4                                                   | 125                                                 | 32                                                  | 70                                                  | Finał                            | –                       |
| 2022/2023                                                                                        | V liga mazowiecka I                                          | 1/15                                                | 28                                                  | 0                                                   | 0                                                   | 156                                                 | 14                                                  | 84                                                  | Zwycięstwo                       | Ćwierćfinał             |
| 2023/2024                                                                                        | IV liga mazowiecka                                           | 4/18                                                | 22                                                  | 6                                                   | 6                                                   | 100                                                 | 39                                                  | 72                                                  | Zwycięstwo                       | 1/8 finału              |
| 2024/2025                                                                                        | IV liga mazowiecka                                           | 4/18                                                | 19                                                  | 7                                                   | 8                                                   | 98                                                  | 45                                                  | 64                                                  | 1/4 finału                       | –                       |
| Zielony kolor oznacza sezony zakończone awansem, a czerwony – sezony zakończone spadkiem z ligi. |                                                              |                                                     |                                                     |                                                     |                                                     |                                                     |                                                     |                                                     |                                  |                         |

## Zawodnicy

### Skład w sezonie 2022/2023
Wprowadzono 4 sierpnia 2022
| Nr | Poz. | Piłkarz             |
| -- | ---- | ------------------- |
| 4  | PO   | Gerard Borun        |
| 9  | NA   | Daniel Ciechanski   |
| 11 | PO   | Patryk Jakubczyk    |
| 15 | PO   | Jakub Świątek       |
| 16 | PO   | Bartłomiej Urbański |
| 18 | PO   | Marcin Burkhardt    |
| 20 | OB   | Michał Dziubek      |
| 21 | PO   | Gabor Grabowski     |
| 26 | OB   | Marcin Bochenek     |
| 29 | NA   | Mikołaj Neuman      |

| Nr | Poz. | Piłkarz             |
| -- | ---- | ------------------- |
| 31 | BR   | Dominik Byszewski   |
| 35 | BR   | Marcin Marcinkowski |
| 44 | OB   | Maciej Świdzikowski |
| 77 | NA   | Jakub Kosecki       |
| 90 | PO   | Maciej Machalski    |
| -  | OB   | Przemysław Bella    |
| -  | NA   | Mateusz Łuczak      |
| -  | OB   | Bartosz Olszewski   |
| -  | NA   | Kacper Przedbora    |
| -  | OB   | Bartosz Gawlik      |

### Skład w sezonie 2023/2024
Wprowadzono 28 stycznia 2024
| Nr | Poz. | Piłkarz                |
| -- | ---- | ---------------------- |
|    | BR   | Jakub Mielcarz         |
|    | BR   | Antoni Borkiewicz      |
|    | OB   | Maciej Świdzikowski    |
|    | OB   | Bartosz Skowron        |
|    | OB   | Igor Lewczuk           |
|    | OB   | Bartosz Olszewski      |
|    | OB   | Bartosz Zieliński      |
|    | PO   | Bartłomiej Kalinkowski |
|    | PO   | Maciej Machalski       |
|    | PO   | Jakub Świątek          |

| Nr | Poz. | Piłkarz             |
| -- | ---- | ------------------- |
|    | PO   | Bartłomiej Urbański |
|    | PO   | Marcin Burkhardt    |
|    | PO   | Damian Pawłowski    |
|    | NA   | Jakub Kosecki       |
|    | NA   | Mikołaj Neuman      |
|    | NA   | Oskar Pyrzyna       |
|    | PO   | Michał Kielak       |
|    | PO   | Szymon Wiejak       |
|    | PO   | Łukasz Gikiewicz    |

## Odniesienia
Klub jest czasem porównywany do Wieczystej Kraków, która również grając w niższych ligach posiadała duży budżet i dominowała rozgrywki, w których występowała. „Rodzinna” atmosfera na KTS-ie zainspirowała piłkarzy amatorskiej drużyny Piłkawka Białystok, do określania się jako „podlaskie KTS Weszło”.